# E. Peterbus Unum
"E. Peterbus Unum" (em português, "Peter, o Presidente") é um episódio da segunda temporada da série animada da FOX Uma Família da Pesada. É o décimo oitavo a ser exibido da temporada. É classificado em TV-14.

## Enredo
Enquanto Peter e Brian andam pela vizinhança, Cleveland mostra seu novo trampolim, comprado com a restituição do imposto. Joe diz que gastou sua restituição em uma TV digital com som surround, e Quagmire diz que gastou o dinheiro em uma boneca sexual ligável. Com inveja de seus amigos, Peter planeja construir uma piscina com a restituição, no entanto, afirma-se que ele não possui direito de receber a quantia e vai a uma audição no Internal Revenue Service. Ele ainda tenta construir a piscina, mas ao encontrar um cabo de alimentação, divide-o e faz com que toda a cidade de Quahog fique sem energia. Seus planos de construir uma piscina no quintal desandam quando, ao pedir uma requesição, o Prefeito West descobre que a casa dos Griffins não está no mapa de Quahog e, consequentemente, não faz parte dos Estados Unidos.
Peter declara que seu lar formará a micronação de "Petoria" (ele afirma que seu nome original seria Peterlândia, mas "o bar gay do aeroporto já tinha esse nome"), que é uma oligarquia. Ele gasta uma noite em Quahog insultando Horace (na Ostra Bêbada) e levando cervejas para a rua, mesmo sendo avisado de que poderia ir a uma prisão de homens, pisando na grama que não pode ser tocada e violando inúmeras leis ao jogar lixo nas ruas, assediando as pessoas sexualmente e praticando vandalismo. Ele exibe sua imunidade diplomática ao cantar uma paródia da música "U Can't Touch This" do MC Hammer (intitulada "Can't Touch Me") e menciona que não pode ser processado por Hammer.
Repreendido pelas Nações Unidas, Peter segue o conselho de um diplomata do Iraque e anexa a piscina de Joe, chamada de "Joe-hio". Dias depois, quando Chris tenta ir à escola, é afastado porque o Exército dos Estados Unidos cercou e bloqueou a nação de Petoria com tanques e mísseis, o que era parte de uma operação. Dessa forma, toda a eletricidade e água foram cortados e Lois passa a dar aulas em casa para seus filhos (com exceção de Stewie). Mesmo com todas as dificuldades, Peter recusa a devolver a piscina de Joe, e procede ao convidar vários diplomatas estrangeiros para uma festa após receber uma carta deles. Contudo, quando Lois observa Stewie entre os diplomatas, ela fica cheia da situação e, imediatamente, deixa Peter em favor do Exército estadunidense, levando as crianças consigo e chamando Petoria de uma "bagunça imunda", deixando somente Brian do lado de Peter. Nesse instante, a bala principal de um tanque aponta para o presidente, que seria atingido à queima roupa, porém, ele finalmente se rende. Depois de algumas negociações, Peter volta a repatriação de seu país e devolve a piscina de Joe. Agradecida, Lois promete que irá coçar as costas do marido todas as noites. No fim, todos os fatos ocorridos no episódio se revelam como filmagens usadas nas aulas de estudos sociais de 200 anos futuros. A professora, então, pergunta se alguém possui alguma dúvida. Um aluno confuso imediatamente pergunta se os outros membros da família podem entender Stewie ou não.